# فرزندان گرگ
فرزندان گرگ (ژاپنی: おおかみこどもの雨と雪 هپبورن: Ōkami Kodomo no Ame to Yuki) یک فیلم سینمایی انیمیشنی در ژانر درام به نویسندگی و کارگردانی مامورو هوسودا و محصول سال ۲۰۱۲ کشور ژاپن است. داستان فیلم دربارهٔ دختری دانشجو به نام هانا است که عاشق یک گرگینه می‌شود. پس از ازدواج آن‌ها صاحب دو فرزند دختر و پسر با نام‌های یوکی و آمه می‌شوند اما پس از مرگ ناگهانی آن گرگینه، هانا امید خود را از دست نداده و به روستایی نقل مکان می‌کند تا فرزندان غیرعادی خود را در آنجا بزرگ کند. آئویی میازاکی، اوساوا تاکائو و هارو کوروکی صداپیشگان فیلم هستند.
اولین اکران جهانی فرزندان گرگ در تاریخ ۲۵ ژوئن ۲۰۱۲ در پاریس بود، و پس از آن در ۲۱ ژوئیه ۲۰۱۲ در ژاپن منتشر شد.